# William Fielding Ogburn
William Fielding Ogburn (* 29. Juni 1886 in Butler, Georgia; † 27. April 1959 in Tallahassee, Florida) war ein US-amerikanischer Soziologe.
Ogburn lehrte von 1914 bis 1927 als Professor an der Columbia University und anschließend bis zu seiner Versetzung in den Ruhestand (1951) an der University of Chicago. Er war 1929 Präsident der American Sociological Society. 1932 wurde er in die American Academy of Arts and Sciences gewählt.
Ogburn gilt als Pionier der Technikfolgenabschätzung (technology assessment). Zudem entwarf er die Theorie der kulturellen Phasenverschiebung (cultural lag). Sie besagt, dass einige Teile der Gesellschaft sich langsamer auf Veränderungen (vor allem auf technologischer Art) einstellen können als andere. Dies hat zur Folge, dass ein gesellschaftliches Ungleichgewicht entsteht, das zu sozialen Problemen und Konflikten führt.

## Veröffentlichungen
- Social Change: With Respect to Culture and Original Nature (1922).
- The Social Sciences and their Interrelations. Mit Alexander Alexandrovich Goldenweiser. Houghton Mifflin, Boston 1927.
- Recent Social Trends (1933).
- Living with Machines (1933).
- Technological Trends and National Policy (1937).
- War, Babies and the Future (1943).
- American Society in Wartime (1944).
- The Politics of Atomic Energy (1946)
- The Social Effects of Aviation (1946).
- Kultur und sozialer Wandel. Ausgewählte Schriften. Aus dem Amerikanischen von Tobias Rülcker, Luchterhand, Neuwied 1969.